# Furnas County
Furnas County är ett administrativt område i delstaten Nebraska, USA. År 2010 hade countyt 4 959 invånare. Den administrativa huvudorten (county seat) är Beaver City.

## Geografi
Enligt United States Census Bureau har countyt en total area på 1 866 km². 1 860 km² av den arean är land och 6 km² är vatten.

### Angränsande countyn
- Harlan County - öst
- Norton County, Kansas - syd
- Decatur County, Kansas - sydväst
- Red Willow County - väst
- Frontier County - nordväst
- Gosper County - nord
- Phelps County - nordöstra